# Jugoszlávia az 1936. évi téli olimpiai játékokon
A Jugoszláv Királyság a németországi Garmisch-Partenkirchenben megrendezett 1936. évi téli olimpiai játékok egyik részt vevő nemzete volt. Az országot az olimpián 4 sportágban 17 sportoló képviselte, akik érmet nem szereztek.

## Alpesisí
Férfi
| Versenyző    | Versenyszám | Lesiklás      | Lesiklás      | Lesiklás      | Műlesiklás | Műlesiklás | Műlesiklás | Műlesiklás | Műlesiklás | Műlesiklás | Műlesiklás | Összesítés | Összesítés |
| Versenyző    | Versenyszám | Lesiklás      | Lesiklás      | Lesiklás      | 1. futam   | 1. futam   | 2. futam   | 2. futam   | Össz.      | Össz.      | Össz.      | Összesítés | Összesítés |
| Versenyző    | Versenyszám | Idő           | Pont          | Hely.         | Idő        | Hely.      | Idő        | Hely.      | Idő        | Pont       | Hely.      | Pont       | Helyezés   |
| ------------ | ----------- | ------------- | ------------- | ------------- | ---------- | ---------- | ---------- | ---------- | ---------- | ---------- | ---------- | ---------- | ---------- |
| Franci Čop   | Összetett   | 6:13,6        | 76,93         | 31.           | 1:38,5     | 25.        | 1:37,4     | 20.        | 3:15,9     | 74,83      | 22.        | 75,88      | 25.        |
| Hubert Hajm  | Összetett   | nem ért célba | nem ért célba | nem ért célba | kiesett    | kiesett    | kiesett    | kiesett    | kiesett    | kiesett    | kiesett    | kiesett    | kiesett    |
| Ciril Praček | Összetett   | 5:39,4        | 84,68         | 16.*          | 1:34,4     | 22.        | 1:32,6     | 15.        | 3:07,0     | 78,40      | 17.        | 81,54      | 15.        |
| Emil Žnidar  | Összetett   | 8:02,2        | 59,60         | 50.           | 1:50,7     | 33.        | 1:58,1     | 31.        | 3:48,8     | 64,07      | 31.        | 61,84      | 33.        |

* - egy másik versenyzővel azonos eredményt ért el

## Északi összetett
| Versenyző     | Sífutás       | Sífutás       | Sífutás       | Síugrás  | Síugrás  | Síugrás  | Síugrás  | Síugrás | Síugrás | Összesítés | Összesítés |
| Versenyző     | Sífutás       | Sífutás       | Sífutás       | 1. ugrás | 1. ugrás | 2. ugrás | 2. ugrás | Össz.   | Össz.   | Összesítés | Összesítés |
| Versenyző     | Idő           | Pont          | Hely.         | Távolság | Pont     | Távolság | Pont     | Pont    | Hely.   | Pont       | Helyezés   |
| ------------- | ------------- | ------------- | ------------- | -------- | -------- | -------- | -------- | ------- | ------- | ---------- | ---------- |
| Leon Bebler   | 1:34:25       | 139,2         | 43.           | 41,0     | 89,2     | 42,0     | 88,3     | 177,5   | 32.     | 316,7      | 38.        |
| Tone Dečman   | 1:29:44       | 162,3         | 30.           | 41,0     | 83,7     | 42,5     | 85,4     | 169,1   | 38.     | 331,4      | 34.        |
| Rado Istenič  | nem ért célba | nem ért célba | nem ért célba | kiesett  | kiesett  | kiesett  | kiesett  | kiesett | kiesett | kiesett    | kiesett    |
| Albin Jakopič | 1:30:02       | 160,8         | 32.           | 37,5     | 80,4     | 42,0     | 86,5     | 166,9   | 39.     | 327,7      | 36.        |

## Sífutás
| Versenyző                                            | Versenyszám     | Eredmény | Helyezés |
| ---------------------------------------------------- | --------------- | -------- | -------- |
| Leon Knap                                            | 50 km           | 3:59:17  | 21.      |
| Leon Knap                                            | 18 km           | 1:28:31  | 44.      |
| Avgust Jakopič                                       | 18 km           | 1:26:48  | 38.      |
| Alojz Klančnik                                       | 18 km           | 1:23:18  | 23.      |
| Franc Smolej                                         | 18 km           | 1:24:03  | 25.      |
| Franc Smolej                                         | 50 km           | 3:47:40  | 10.      |
| Lado Sencar                                          | 50 km           | 4:20:20  | 31.      |
| Lovro Žemva                                          | 50 km           | 3:59:13  | 20.      |
| Leon Knap Avgust Jakopič Alojz Klančnik Franc Smolej | 4 × 10 km váltó | 3:04:38  | 10.      |

## Síugrás
| Versenyző      | 1. ugrás | 1. ugrás | 1. ugrás | 2. ugrás | 2. ugrás | 2. ugrás | Összesítés | Összesítés |
| Versenyző      | Távolság | Pont     | Hely.    | Távolság | Pont     | Hely.    | Pont       | Helyezés   |
| -------------- | -------- | -------- | -------- | -------- | -------- | -------- | ---------- | ---------- |
| Albin Jakopič  | 52,0     | 78,0     | 45.      | 53,0     | 78,1     | 44.      | 156,1      | 44.        |
| Albin Novšak   | 54,0     | 86,0     | 43.      | 58,5     | 88,0     | 41.      | 174,0      | 41.*       |
| Franc Palme    | 61,0     | 87,8     | 39.*     | 55,0     | 81,1     | 43.      | 168,9      | 43.        |
| Franc Pribošek | 59,0     | 87,8     | 39.*     | 55,0     | 88,1     | 40.      | 175,9      | 39.        |

* - egy másik versenyzővel azonos eredményt ért el